# Xanthorhoe transpositaria
Xanthorhoe transpositaria är en fjärilsart som beskrevs av Aubert 1962. Xanthorhoe transpositaria ingår i släktet Xanthorhoe och familjen mätare. Inga underarter finns listade i Catalogue of Life.